# Sonia Núñez Puente
Sonia Núñez Puente (Ponferrada, 18 de febrero de 1972) es una investigadora española, catedrática de ciencias de la comunicación en la Universidad Rey Juan Carlos (URJC), especialista en estudios culturales, género y nuevas tecnologías. Sus trabajos se orientan al análisis de nuevas prácticas digitales de activismo feminista y de los procesos de victimización en la lucha contra la violencia de género. Es autora de ensayos y numerosos artículos sobre representación de la mujer y estudios culturales. Dirigió la primera Unidad de Igualdad de la URJC. 

## Trayectoria
Sonia Núnez Puente es licenciada en Filología Hispánica y Filología Inglesa, y doctora en Literatura Española por la Universidad de Salamanca (1999). Ha sido investigadora honorífica Leverhulme Research Fellow en la Universidad de Aberdeen (Escocia) y profesora en la Vanderbilt University (USA).
Como especialista en literatura del siglo XIX publicó Ellas se aburren. Ennui e imagen femenina en La Regenta y la novela europea de la segunda mitad del XIX (Universidad de Alicante, 2001), y el ensayo En brazos de la mujer fetiche (Destino, 2002) con Lucía Etxebarria.
En 2002 se incorporó como investigadora al Instituto de Semiótica Literaria Teatral y Nuevas Tecnologías de la UNED dirigido por José Romera Castillo.  De 2005 a 2009 fue investigadora del Programa Ramón y Cajal de la URJC y dirigió un proyecto I+D+i sobre Ciberfeminismo cuyo resultado se publicó en el libro Prácticas del Ciberfeminismo: Uso y creación de nuevo espacio en la red como nuevo espacio de relación, editado por el Instituto de la Mujer.
Desde 2013 es profesora titular de la Facultad de Ciencias de la Comunicación de la URJC y miembro del proyecto europeo Athena sobre Estudios de Género, además de miembro de la comisión ejecutiva de GENET (CSIC). En 2016, ocupó la dirección de la primera Unidad de Igualdad de la URJC, cargo que desempeñó hasta 2019.
Nuñez Puente ha dirigido diversos estudios de postgrado entre los que se encuentra el Máster en Comunicación, Cultura y Ciudadanía Digitales de la URJC o el Máster en Enseñanza del Español como segunda lengua de la UNED.
En su labor investigadora, ha estado a cargo de proyectos punteros como el Plan Nacional La rabia de las mujeres: marcos de inteligibilidad y estrategias comunicativas de transformación politizadora y, asimismo, ha sido invitada por diversas instituciones académicas, como la Universidad de Humboldt en Alemania o la Universidad la de Cambridge, colaborando con catedráticas de renombre internacional como Alison Sinclair, Rosalind Gill y Sarah-Banet Weiser, entre otras. Núñez Puente, es también un referente en España sobre Estudios de Discurso y Género.

## Estudios de género y comunicación
Núñez Puente es especialmente conocida por sus investigaciones en estudios de género y medios de comunicación, feminismo y nuevas tecnologías y sobre comunicación y violencia de género. Sus investigaciones se orientan al análisis de nuevas prácticas digitales de activismo feminista y de los procesos de victimización en la lucha contra la violencia de género.

### Violencia de género
En sus investigaciones sobre violencia de género y medios de comunicación denuncia la "cosificación" del cuerpo de las mujeres y la utilización de estereotipos. La imagen del sujeto víctima de violencia de género –considera– a menudo se configura como un mero objeto de consumo fetichizado anulando, de esta manera, la posibilidad de una respuesta de acción decidida por parte de las personas receptoras de los discursos mediáticos al no considerar que la víctima pertenece a su propio grupo de referencia social.
Para dar testimonio ético hay un primer paso que es, efectivamente, el reconocimiento de lo que se ve pero, más allá de este, el discurso ha de activar los mecanismos necesarios para que el sujeto espectador pueda actualizar su responsabilidad ante lo que ve. -señalan Núñez y Gámez- Para ello, en primer lugar, habría que romper, pues, con los modos de representación que, aun representando de forma compasiva a las víctimas, dinamizan un distanciamiento respecto a estas (Chouliaraki, 2006) al representar su sufrimiento en una iteración performativa más del fetiche. Más bien, en la línea del «periodismo de proximidad» defendido por Bell (1998), los medios articularían una construcción de la figura de la víctima como agente soberano real provisto de agencia que reflexiona y actúa sobre su experiencia como demuestra Figenschou (2011) en su análisis de víctimas en la cadena inglesa de Al Jazeera.

## Publicaciones

### Libros
- Ellas se aburren. Tedio y figura femenina en La Regenta y la novela europea de la segunda mitad del siglo XIX (2001),
- En brazos de la mujer fetiche (2002). Coautora con Lucía Etxebarria. Editorial Destino
- Una historia propia. Historia de las mujeres en la España del siglo XX (2004)
- Reescribir la femineidad: la mujer y el discurso cultural en la España contemporánea (2007)
- Prácticas del Ciberfeminismo: Uso y creación de nuevo espacio en la red como nuevo espacio de relación. Sonia Núñez Puente (dir.), María F. Sánchez Hernández (dir.) Madrid: Instituto de la Mujer: Ministerio de Sanidad, Política Social e Igualdad,.  978-84-694-7296-5
- Feminist cyberactivism: Violence against women, internet politics, and Spanish feminist praxis online. (2011)

### Artículos
- Una exploración de la praxis feminista en España: Nuevas Tecnologías y nuevos espacios de relación desde el Ciberfeminismo (2008)
- Medios, ética y violencia de género más allá de la victimización. (2013)
- Construcción identitaria del sujeto víctima de violencia de género: fetichismo, estetización e identidad pública (2015) con Diana Fernández Romero. Revista Teknokultura, Vol. 12(2), 267-284
- Ciberfeminismo contra la violencia de género, análisis del activismo online-offline y de la representación discursiva de la víctima (2016) con Susana Vázquez Cupeiro y Diana Fernández Romero en Estudios sobre el Mensaje Periodístico.